# Jaskinia Öküzini

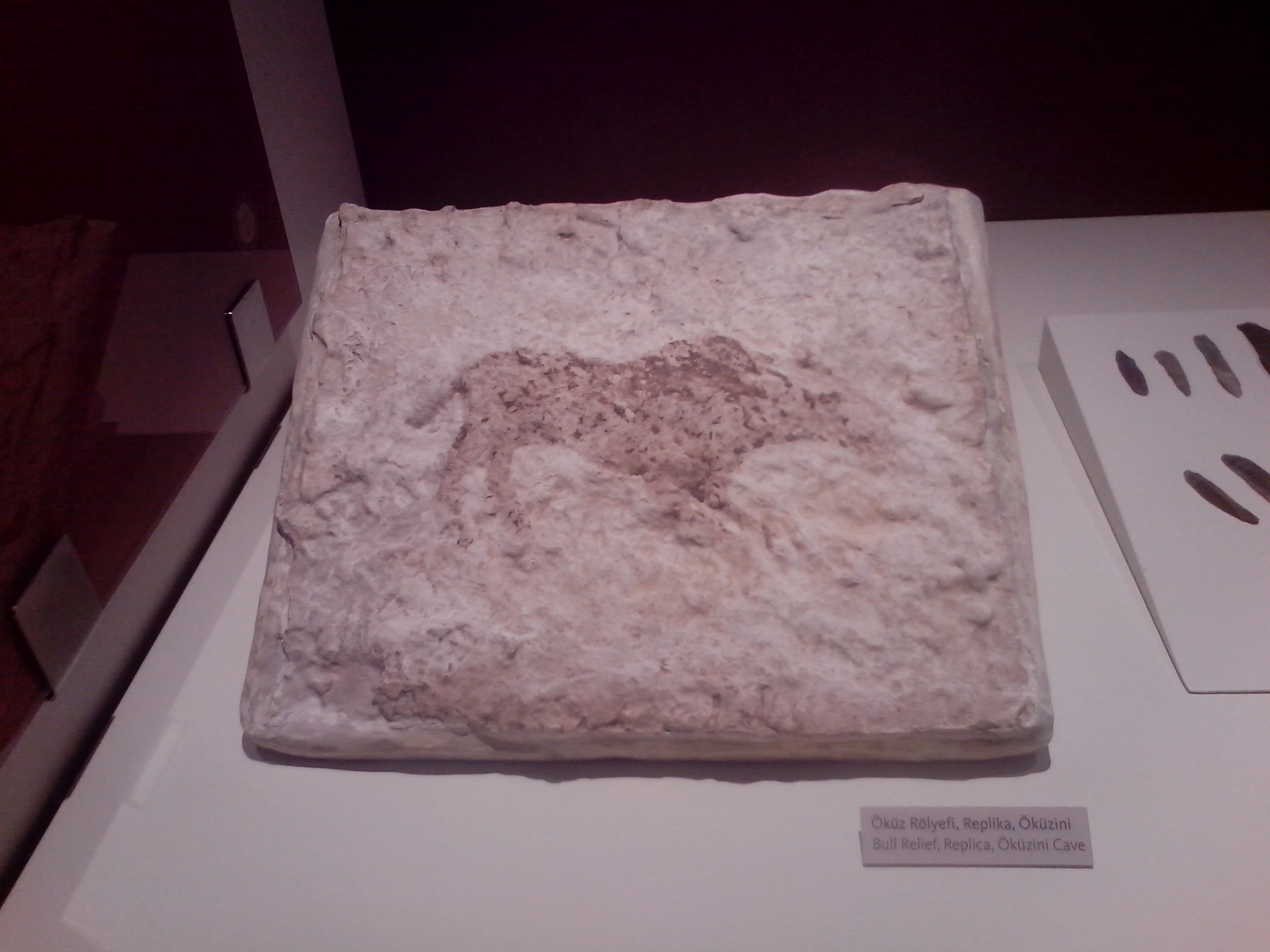
Kamienna płytka z wizerunkiem byka

Jaskinia Öküzini – jaskinia krasowa położona w pobliżu Antalyi w południowo-zachodniej Turcji, stanowisko archeologiczne z okresu paleolitu.
Jaskinia położona jest w wapiennym masywie, na wysokości 300 m n.p.m., nad rozległą równiną wykorzystywaną współcześnie do celów rolniczych. Składa się z głównej komnaty o długości ok. 20 m i odchodzącego z niej systemu bocznych korytarzy. Wejście do jaskini jest obecnie częściowo zawalone blokami kamiennymi. Öküzini znajduje się 900 m na północny wschód od innego stanowiska archeologicznego, jaskini Karain.
Jaskinia została przebadana po raz pierwszy w latach 1956-1965 przez Kılıça Köktena. W późniejszych pracach wykopaliskowych, prowadzonych przez zespół turecko-belgijski pod kierownictwem Işına Yalçınkaya i Marcela Otte, brali udział także archeolodzy polscy. Odsłonięta sekwencja stratygraficzna zawiera ślady osadnictwa paleolitycznego trwającego od maksimum ostatniego zlodowacenia do początku holocenu, między 19 a 10 tysięcy lat temu. Jaskinia była użytkowana także w okresach późniejszych, młodsze warstwy zawierają ślady z okresu neolitu, epoki brązu i epoki żelaza.
W warstwach paleolitycznych odkryto liczne wyroby kościane i kamienne, w tym narzędzia mikrolityczne. Szczątki fauny świadczą o polowaniu na dzikie owce i kozy, a także jelenie i małe ssaki. Osadnictwo ludzkie w jaskini miało charakter sezonowy, związany z wiosenno-letnim okresem polowań, czego świadectwem jest duży udział kości wielkich drapieżników, zajmujących jaskinię pomiędzy pobytami człowieka. Obecność w materiale archeologicznym muszli zwierząt morskich świadczy także o eksploracji położonych ok. 30 kilometrów na południe wybrzeży Morza Śródziemnego. Ponadto odkryto otoczaki zdobione wizerunkami zoo- i antropomorficznymi oraz motywami geometrycznymi.